# Джон Лейфийлд
Джон Чарлс Лейфийлд (роден на 29 ноември 1966) е американски спортен коментатор и оттеглил се кечист, от коментаторите на Първична сила и турнири под името Джон „Брадшоу“ Лейфилд (съкратено Джей Би Ел).
Извън работата си в WWE Лейфийлд е финансов анализатор на Fox News. В WWE е познат под сценичното име Брадшоу, а преди това – с версиите Джъстин „Хоук“ Брадшоу и Блекджак Брадшоу (като част от Новите Блекджак с Блекджак Ундхам). Като Джей Би Ел е шампион на WWE за 280 дни от 2004 до 2005 г.
Главният герой на Лейфийлд като Джей Би Ел е богат, с голяма уста, огнен нрав бизнесмен – основан на реалните постижения на Лейфийлд като инвеститор в борсата. Лейфилт е гост-участник в „Цената на свободата“ на Fox News Channel, появявал се е по CNBC и е написал книгата за финансово планиране Имай повече пари сега. Водещ е на седмична радиопрограма, синдикиран на национално ниво от Talk Radio Network, в която обсъжда своите политически възгледи. Лейфилд също е нает от Northeast Securities за старши вицепрезидент.
Лейфилд печели общо 24 титли, включително: титла на WWE, титла на Съединените щати на WWE, европейска титла, 17 пъти е хардкор шампион, интерконтинентална титла на WWE и 3 световни титли с Фарук като Acolytes Protection Agency (Ей Пи Ей). Той е отличен от WWE като 20-ия тройно коронован шампион и 11-ия гранд слам шампион.

## В кеча
- Финални ходове
  - Clothesline from Hell[1][10]/Clothesline from Wall Street[11] (Running lariat)[12]
  - JBL Bomb[1][4]/Release powerbomb, с постановки[13]
- Ключови ходове
  - Abdominal stretch[1]
  - Backbreaker rack[1]
  - Bearhug[1]
  - Big boot[1]
  - Elbow drop[2]
  - Бъркане в очите[1]
  - Flowing DDT[1]
  - Last Call (Fallaway slam, понякога от второто въже)[1][4]
  - Swinging neckbreaker[1]
- С Фарук
  - Отборни финални ходове
    - Aided powerbomb[14]
- Мениджъри
  - Чичо Зебикея[1][15]
  - Джакил[15]
  - Жаклин[15]
  - Ейми Уебър[1][15]
  - Джилиан Хол[1][15]
  - Шон Майкълс[1][15]
- Прякори
  - „Големият Тексанец“[4]
  - „Ястреба“[4]
  - „Джей Би Ел“[4]
  - „Бога на кеча“[4]
- Входни песни
  - „Born in the U.S.A.“ на Брус Спрингстийн[16] (GWF)
  - „Cotton Eye Joe“ на Реднекс[16] (GWF)
  - „Protection“ на Джим Джонстън[17] (WWF/E; използвана когато е в отбор с Фарук)
  - „Longhorn“ на Джим Джонстън[18] (WWE; 2004 – )

## Шампионски титли и отличия

### Колежански футбол
- Abilene Christian University
  - 1989 All–American от Дивизия II на NCAA

### Професионален кеч
- Catch Wrestling Association
  - Световен отборен шампион на CWA (1 път)[19] – с Канонбол Гризли
- Global Wrestling Federation
  - Отборен шампион на GWF (2 пъти)[20] – с Боби Дънкъм младши (1) и Блек Барт (1)
- International Wrestling Institute and Museum
  - Награда Лу Тез (2012)[21]
- Memphis Championship Wrestling
  - Южняшки отборен шампион на MCW (1 път)[22] – с Фарук
- NWA Texas
  - Северно Американски шампион в тежка категория на NWA (1 път)[23]
- Ohio Valley Wrestling
  - Южняшки отборен шампион на OVW (1 път)[24] – с Рон Симънс
- Pro Wrestling Illustrated
  - PWI го класира като #5 от топ 500 индивидуални кечсити в PWI 500 през 2005[25]
  - PWI го класира като #496 от топ 500 индивидуални кечисти в PWI Years през 2003
- United States Wrestling Federation
  - Отборен шампион на USWF (1 път) – с Изравняващия[26]
- World Wrestling Federation/Entertainment/WWE
  - Шампион на WWE (1 път)[9][27]
  - Интерконтинентален шампион на WWE (1 път)[28]
  - Шампион на Съединените щати на WWE (1 път)[29]
  - Европейски шампион на WWF (1 път)[30]
  - Хардкор шампион на WWE (17 пъти)[31]
  - Отборен шампион на WWF (3 пъти)[32] – с Фарук
  - Двайсетия Тройно коронован шампион
  - Единайсетия Ганд Слам шампион
  - Награда Слами за любимо уеб шоу на годината (2013) – с Майкъл Кол и Рене Йънг за Шоуто на Джей Би Ел и Коул
- Wrestling Observer Newsletter
  - Най-добър герой (2004)[33]
  - Най-лош телевизионен говорител (2014, 2015)[34][35]
  - Най-лошия мач на годината (2002) с Триш Стратъс срещу Кристофър Новински и Джаки Гейда на Първична сила, 7 юли[33]